# Далдабай
Далдаба́й (каз. Далдабай) — село у складі Жалагаського району Кизилординської області Казахстану. Входить до складу Каракеткенського сільського округу.
У радянські часи село називалось Отділення № 3 Актив або Актив.
Населення — 423 особи (2021; 391 у 2009, 406 у 1999, 207 у 1989).